# Dostonbek Khamdamov
Dostonbek Khurshid o'g'li Khamdamov (tiếng Uzbek: Dostonbek Xurshid o'g'li Hamdamov, Uzbek Cyrillic: Достонбек Хуршид ўғли Ҳамдамов; sinh ngày 24 tháng 7 năm 1996) là một cầu thủ bóng đá người Uzbekistan hiện tại thi đấu cho Pakhtakor Tashkent. Anh thi đấu ở các vị trí tiền vệ chạy cánh phải và tiền vệ chạy cánh trái.

## Sự nghiệp

### Câu lạc bộ
Vào ngày 15 tháng 3 năm 2018, Khamdamov được câu lạc bộ đăng ký tại Giải bóng đá ngoại hạng Nga Anzhi Makhachkala, mang áo số 7 sau khi ký hợp đồng thời hạn 18 tháng.

## Thống kê sự nghiệp

### Câu lạc bộ
Tính đến trận đấu diễn ra ngày 22 tháng 10 năm 2019
| Câu lạc bộ          | Mùa giải            | Giải vô địch            | Giải vô địch | Giải vô địch | Cúp Quốc gia | Cúp Quốc gia | Cúp Liên đoàn | Cúp Liên đoàn | Châu lục | Châu lục  | Khác    | Khác      | Tổng cộng | Tổng cộng |
| Câu lạc bộ          | Mùa giải            | Hạng đấu                | Số trận      | Bàn thắng    | Số trận      | Bàn thắng    | Số trận       | Bàn thắng     | Số trận  | Bàn thắng | Số trận | Bàn thắng | Số trận   | Bàn thắng |
| ------------------- | ------------------- | ----------------------- | ------------ | ------------ | ------------ | ------------ | ------------- | ------------- | -------- | --------- | ------- | --------- | --------- | --------- |
| Bunyodkor           | 2014                | Uzbek League            | 8            | 4            | 3            | 0            | –             | –             | 0        | 0         | 0       | 0         | 11        | 4         |
| Bunyodkor           | 2015                | Uzbek League            | 26           | 10           | 6            | 4            | –             | –             | 6        | 0         | 0       | 0         | 38        | 14        |
| Bunyodkor           | 2016                | Uzbek League            | 29           | 9            | 5            | 1            | –             | –             | 7        | 2         | 0       | 0         | 41        | 12        |
| Bunyodkor           | 2017                | Uzbek League            | 30           | 14           | 7            | 4            | –             | –             | 7        | 1         | -       | -         | 44        | 19        |
| Bunyodkor           | Tổng cộng           | Tổng cộng               | 93           | 37           | 21           | 9            | -             | -             | 20       | 3         | 0       | 0         | 134       | 49        |
| Anzhi Makhachkala   | 2017–18             | Russian Premier League  | 4            | 0            | 0            | 0            | –             | –             | –        | –         | 0       | 0         | 4         | 0         |
| Anzhi Makhachkala   | 2018–19             | Russian Premier League  | 5            | 0            | 2            | 0            | –             | –             | –        | –         | –       | –         | 7         | 0         |
| Anzhi Makhachkala   | Tổng cộng           | Tổng cộng               | 9            | 0            | 2            | 0            | -             | -             | -        | -         | 0       | 0         | 11        | 0         |
| Pakhtakor Tashkent  | 2019                | Uzbekistan Super League | 18           | 7            | 3            | 1            | 2             | 3             | 7        | 0         | 0       | 0         | 30        | 11        |
| Tổng cộng sự nghiệp | Tổng cộng sự nghiệp | Tổng cộng sự nghiệp     | 120          | 44           | 26           | 10           | 2             | 3             | 27       | 3         | 0       | 0         | 177       | 60        |

### Quốc tế
| Đội tuyển bóng đá quốc gia Uzbekistan | Đội tuyển bóng đá quốc gia Uzbekistan | Đội tuyển bóng đá quốc gia Uzbekistan |
| Năm                                   | Số trận                               | Bàn thắng                             |
| ------------------------------------- | ------------------------------------- | ------------------------------------- |
| 2016                                  | 2                                     | 0                                     |
| 2018                                  | 5                                     | 0                                     |
| 2019                                  | 13                                    | 1                                     |
| 2020                                  | 3                                     | 1                                     |
| 2021                                  | 5                                     | 0                                     |
| 2022                                  | 5                                     | 1                                     |
| Tổng cộng                             | 33                                    | 3                                     |

Thống kê chính xác tính đến trận đấu diễn ra ngày 11 tháng 6 năm 2022

### Bàn thắng quốc tế
Bàn thắng và kết quả của Uzbekistan được để trước.
| #  | Ngày                 | Địa điểm                                     | Đối thủ    | Bàn thắng | Kết quả | Giải đấu                 |
| -- | -------------------- | -------------------------------------------- | ---------- | --------- | ------- | ------------------------ |
| 1. | 9 tháng 11 năm 2019  | Sân vận động Pakhtakor, Tashkent, Uzbekistan | Kyrgyzstan | 2–1       | 3–1     | Giao hữu                 |
| 2. | 17 tháng 11 năm 2020 | Sân vận động The Sevens, Dubai, UAE          | Iraq       | 1–0       | 2–1     | Giao hữu                 |
| 3. | 8 tháng 6 năm 2022   | Sân vận động Markaziy, Namangan, Uzbekistan  | Sri Lanka  | 2–0       | 3–0     | Vòng loại Asian Cup 2023 |

## Danh hiệu

### Câu lạc bộ
Bunyodkor
- Siêu cúp bóng đá Uzbekistan: 2014

### Quốc tế
U-23 Uzbekistan
- Giải vô địch bóng đá U-23 châu Á (1): 2018

### Cá nhân
- Cầu thủ trẻ châu Á xuất sắc nhất năm: 2015